# 內史 (秦漢行政區)
內史原本為周代官名，秦代時延襲，並掌管治理京畿地區（即京師），後逐漸掌握地方行政，並由此而成為地方行政區名。秦內史地位相當於西漢時的三輔（即京兆尹、右扶風、左馮翊），治所咸陽。漢初分置為渭南郡、河上郡、中地郡，至高帝九年（前198年）合為內史。漢景帝二年（前155年）分左、右內史。漢武帝時右內史改置京兆尹，左內史改置左馮翊、右扶風。

## 秦朝的內史

### 行政區劃
綜合近人譚其驤、馬非百、后曉榮的考証，秦內史轄縣可考者有41縣：
- 咸陽縣
- 頻陽縣：秦厲共公二十一年（前456年）置。（《史記·秦本紀》）
- 重泉縣：秦簡公時置。（《史記·秦本紀》）
- 寧秦縣：秦惠文王六年（前332年）取魏陰晉，更名寧秦。（《史記·秦本紀》）
- 下邽縣：秦武公十年（前688年）以邽戎地置。（《史記·秦本紀》）
- 高陵縣：秦孝公置。（《元和郡縣志》卷二）
- 藍田縣：秦獻公六年（前379年）置。（《史記·秦本紀》）
- 杜縣：秦武公十一年（前687年）置。（《史記·秦本紀》）一說後改名杜陽。
- 芷陽縣
- 雲陽縣
- 廢丘縣
- 斄縣：秦孝公時置。（《元和郡縣志》卷二）
- 美陽縣：秦昭王時置。（《元和郡縣志》卷二）
- 臨晉縣：舊稱大荔，為晉邑。秦厲共公六年（前471年）取其地改名。（《元和郡縣志》卷二）
- 懷德縣
- 郿縣：秦縣。（《元和郡縣志》卷二）
- 戲縣
- 商縣
- 雍縣：秦縣。（《元和郡縣志》卷二）
- 櫟陽縣：秦獻公十一年（前374年）置。（《史記·六國年表》）
- 鄭縣：秦武公十一年（前687年）置。（《史記·秦本紀》）
- 麗邑縣：秦始皇十六年（前231年）置。（《史記·秦始皇本紀》）
- 翟道縣
- 槐里縣
- 旬邑縣
- 合陽縣
- 杜陽縣
- 好畤縣
- 汧縣
- 漆縣
- 上雒縣
- 衙縣
- 夏陽縣：初名少梁，秦惠文王十一年（前327年）更名。（《史記·秦本紀》）
- 戈陽縣
- 武城縣
- 虢縣：秦武公滅西虢置。（《元和郡縣志》卷二）
- 酆縣
- 船司空縣
- 胡縣
- 陳倉縣：秦縣。（《元和郡縣志》卷二）
- 徵縣：秦縣。（《國語》韋昭注）

王蘧常認為秦內史轄縣尚有長安縣、麃縣、陽陵縣、鄠縣、盩厔縣、陝縣、宜陽縣、黽池縣、丹水縣、新安縣等等。

### 郡守
- 內史匽，前309年見在任[3]。
- 內史肆（？─前238年），因嫪毐之亂被車裂。
- 蒙恬（前221年─？），因取田齊之功而任職，後改調伐匈奴。
- 內史騰，秦始皇時在任死。

## 西漢的內史（渭南郡、內史、右內史）

### 郡守
- 渭南郡
  - 周苛（前206年），遷御史大夫。
  - 周昌，漢初。
  - 杜恬（前203年─？）
- 內史
  - 董赤（前166年─？）
  - 鼂錯（前157年─前155年），遷御史大夫。
  - 寧成（前140年），坐罪下獄。
  - □印（前140年）
  - 石慶（前139年）
  - 石編（前138年）
  - 鄭當時（前137年─前136年），貶為詹事。
  - □充（前135年─？）
- 右內史
  - 番系（前130年─？）
  - □賁（前125年）
  - 汲黯（前124年─前120年），後免。
  - 義縱（前119年─前118年）
  - 王鼂（前117年）
  - 蘇縱（前116年─？）
  - 李信成（前113年─？）
  - 王溫舒（前107年─前106年）
- 中地郡守
  - 宣義（前201年─前197年）
- 河上郡守
  - 阎泽赤（高帝时）
- 左內史
  - 公孙弘（前130年─前126年）
  - 李沮（前130年─？）
  - □敞（前122年─？）
  - 兒寬（前113年─前110年）
  - 咸宣（前110年─前104年）